# Kyburg-Buchegg
Kyburg-Buchegg är en ort i kantonen Solothurn, Schweiz. Den består av två ortsdelar, Kyburg (469 m ö.h.) och Buchegg (545 m ö.h).
Kyburg-Buchegg var tidigare en egen kommun, men den 1 januari 2014 slogs nio kommuner ihop till kommunen Buchegg.